# L'Hallali du cerf
L'Hallali du cerf est une toile de grande dimension (355 cm × 505 cm) peinte en 1867 par Gustave Courbet. Habituellement conservée au musée des Beaux-Arts et d'Archéologie de Besançon, elle a été présentée au musée d'Orsay à partir de 2012 pour cause de travaux de restauration du musée bisontin. Le 24 mai 2018, l'œuvre a fait son retour à Besançon.

## Historique

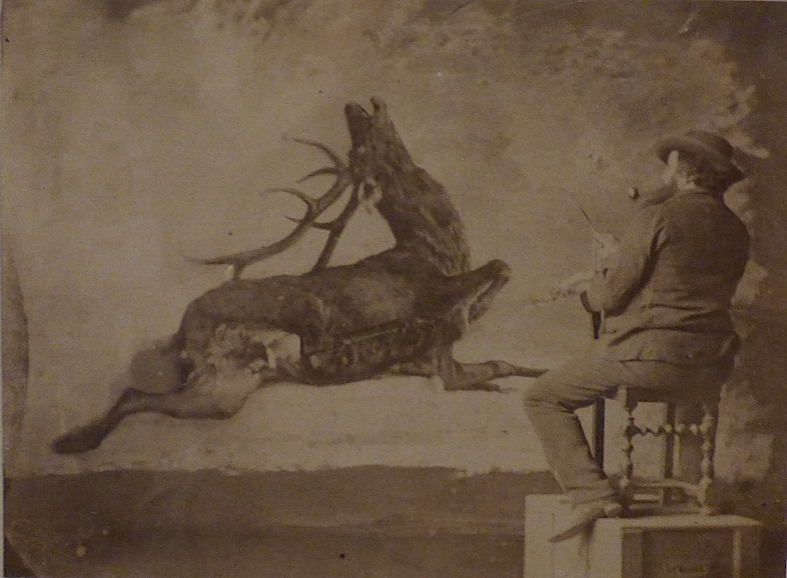
Courbet peignant « L'Hallali du cerf », photographie (1867) par Étienne Carjat.

Le tableau fut réalisé durant l'hiver 1866-1867, il est le dernier grand format de Courbet, qui s'en était fait spécialiste, notamment au travers de Un enterrement à Ornans et de L'Atelier du peintre. L'œuvre fut exposée au Salon de 1869. Le tableau fit scandale, les grands formats étant réservés à la Grande Peinture, la peinture d'histoire, plutôt qu'à une scène de chasse composée à partir de représentations de gens du peuple ou de provinciaux, lesquels sont ici magnifiés.
Conservé par Juliette Courbet jusqu'en 1881, il passe cette année-là en vente lors de la mise aux enchères à Drouot de l'atelier du peintre, et acquis par l'État français pour la somme de 33 900 francs. Attribué au musée du Louvre, puis au musée de Besançon, dès 1882.

## Iconographie
La scène représente un cerf attaqué par une meute de chiens de chasse. Il s'est écroulé sur le sol enneigé. Deux  personnages sont situés à droite. Le piqueur est Jules Cusenier, habitant d'Ornans tandis que l'homme à cheval est Félix Gaudy, de Vuillafans. C'est une scène en partie issue de son autobiographie, qui s'inscrit dans la lignée de l'« allégorie réelle », un système ou un dispositif mis en place douze ans plus tôt.
L'Hallali s'inscrit dans la tradition des représentations de la scène de chasse à courre, depuis le XVIIe siècle. Courbet utilise une rudesse réaliste qui le rapproche des représentations flamandes, et compose son tableau par un procédé cumulatif de collage : d'abord le cerf, puis le cavalier à droite, les chiens, et enfin le dresseur. Les scènes de chasses sont courantes dans la peinture de Courbet depuis 1857, inaugurées avec La Curée (musée des Beaux-Arts de Boston) ; toutes les étapes de cette activité à laquelle le peintre s'adonnait sont représentées sous son pinceau.

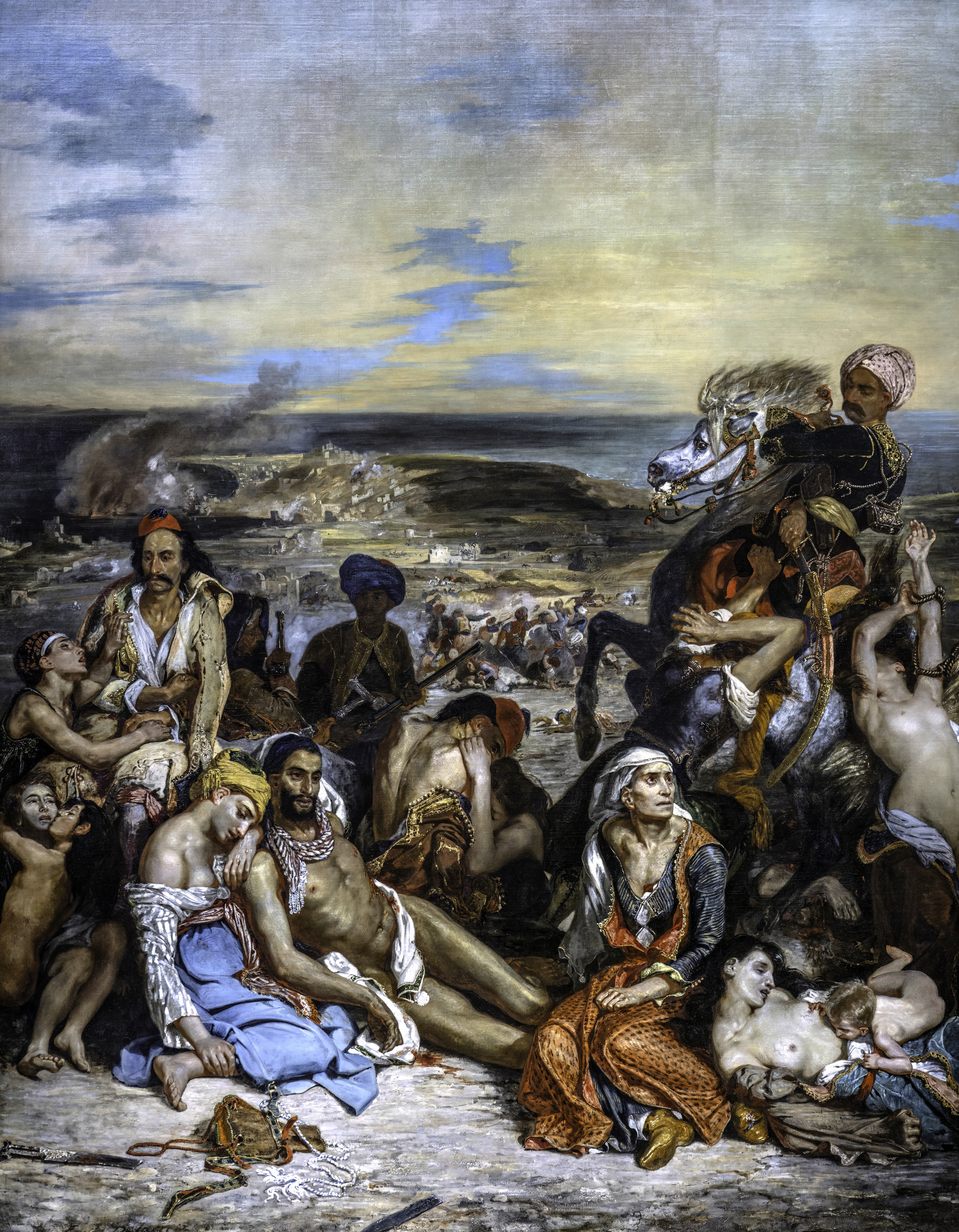
Scène des massacres de Scio par Eugène Delacroix au Louvre.

Il existe plusieurs influences dans cette toile, entre autres celle de la Scène des massacres de Scio (1824) par Eugène Delacroix (ci-contre), notamment au-travers du personnage à cheval.

## Référence
1. ↑  "L'Hallali du Cerf" de Courbet prêté quatre ans au musée d'Orsay par Besançon, www.francetv.fr, 10 décembre 2012
2. ↑  « Besançon : premier retour d’une œuvre au musée des Beaux-Arts », sur estrepublicain.fr (consulté le 24 mai 2018).
3. ↑  1992, M. Pinette, F. Soulier-François, p. 184.
4. ↑  M. Robinson, 1990.

### Ouvrages
- Castan, Auguste, Histoire et description des musées de la ville de Besançon, Paris, 1889, p. 28.
- Courthion, Pierre, Tout l'Œuvre peint de Courbet, Paris, 1987, p. 107, n°595, pl. XXXIV.
- Fernier, Robert, La Vie et l'Œuvre de Gustave Courbet, Catalogue raisonné. Tome II : 1866-1877. Peinture. Dessins. Sculptures, Paris, Lausanne, 1978, p. 46-47, no 612.
- Pinette, Matthieu, Soulier-François, Françoise, De Belini à Bonnard : chefs-d'œuvre de la peinture, Besançon, 1992, p. 184-185.
- Robinson, Margaret, Courbet's Hunt Scenes. The End of a Tradition, Providence, Rhode Island, 1990, p. 1-24.

### Catalogues d'expositions
- Gustave Courbet (1819-1877), Paris, Grand Palais, 1977-1978, pp. 42–43, 45, 191, 193.
- Gustave Courbet, Paris, 2007, 476 p.